# Communauté de communes des Cheires
Die Communauté de communes des Cheires ist ein ehemaliger französischer Gemeindeverband mit der Rechtsform einer Communauté de communes im Département Puy-de-Dôme in der Region Auvergne-Rhône-Alpes. Sie wurde am 16. Dezember 1999 gegründet und umfasste elf Gemeinden. Der Verwaltungssitz befand sich im Ort Saint-Amant-Tallende.

## Historische Entwicklung
Mit Wirkung vom 1. Januar 2017 fusionierte der Gemeindeverband mit  
- Allier Comté Communauté und
- Gergovie Val d’Allier Communauté

und bildete so die Nachfolgeorganisation Mond’Arverne Communauté. Die Gemeinde Le Vernet-Sainte-Marguerite schloss sich bei dieser Gelegenheit jedoch der Communauté de communes du Massif du Sancy an.

## Ehemalige Mitgliedsgemeinden
1. Aydat
2. Chanonat
3. Cournols
4. Le Crest
5. Olloix
6. Saint-Amant-Tallende
7. Saint-Sandoux
8. Saint-Saturnin
9. Saulzet-le-Froid
10. Tallende
11. Le Vernet-Sainte-Marguerite